# Beata Naigambo
Beata Nandjala Naigambo (Oilagati, Regió d'Ohangwena, 11 de març de 1980) és una corredora de llarga distància de Namíbia especialitzada en la marató. El seu millor temps és 2:27:28, assolit a la Marató d'Hamburg l'abril de 2015.
Va competir als Jocs Olímpics d'estiu de 2008, on va acabar 28ena d'entre 81 participants en la marató femenina. Als Jocs Olímpics de 2012 va acabar en la posició 38 d'entre 107 participants amb un temps de 2:31:16.

## Assoliments
| Representant Namíbia | Representant Namíbia                  | Representant Namíbia     | Representant Namíbia | Representant Namíbia | Representant Namíbia |
| -------------------- | ------------------------------------- | ------------------------ | -------------------- | -------------------- | -------------------- |
| 2002                 | Jocs de la Commonwealth               | Manchester, Regne Unit   | 9a                   | Marató               | 2:47:22              |
| 2006                 | Jocs de la Commonwealth               | Melbourne, Austràlia     | –                    | Marató               | DNF                  |
| 2007                 | Universíades                          | Bangkok, Thailàndia      | 10a                  | Mitja Marató         | 1:21:09              |
| 2008                 | Jocs Olímpics                         | Beijing, Xina            | 28a                  | Marató               | 2:33:29              |
| 2009                 | Campionat del Món d'atletisme de 2009 | Berlin, Alemanya         | 24a                  | Marató               | 2:33:05              |
| 2009                 | Eindhoven Marathon                    | Eindhoven, Països Baixos | 1a                   | Marató               | 2:31:01              |
| 2010                 | Jocs de la Commonwealth               | Nova Delhi, Índia        | 4a                   | Marató               | 2:36:43              |
| 2012                 | Jocs Olímpics                         | London, Regne Unit       | 38a                  | Marató               | 2:31:16              |
| 2014                 | Glasgow Marathon                      | Glasgow, Regne Unit      | 11a                  | Marató               | 2:39:23              |
| 2015                 | Campionat del Món d'atletisme de 2015 | Beijing, Xina            |                      | Marató               | DNF                  |
| 2015                 | Hamburg Marathon                      | Hamburg, Alemanya        | 3a                   | Marató               | 2:27:28              |